# Kim Bruce-Lockhart
Pour les articles homonymes, voir Lockhart.
Kim Bruce-Lockhart, né le 16 juin 1946 à Woking et mort le 15 janvier 1980, est un joueur de squash représentant l'Écosse.

## Biographie
Kim Bruce-Lockhart est né à Woking, dans le Surrey, en Angleterre. Il est le fils de l'éducateur Rab Bruce-Lockhart, qui a joué au rugby pour l'Écosse. Son grand-père, John Bruce Lockhart (en), est un double international de rugby-cricket pour l'Écosse et directeur de l'école de Sedbergh. Son oncle Logie est également un international de rugby écossais tandis que son grand-oncle Sir Robert Hamilton Bruce Lockhart est un diplomate, un espion et un joueur de rugby,.
De 4 à 8 ans, il vit en Ontario, au Canada, avant de s'installer à Wanganui, en Nouvelle-Zélande, puis de retourner au Royaume-Uni. Il fait ses études à l'école de Sedbergh et au St John's College de Cambridge, où il étudie les langues anciennes et modernes. Après avoir été entraîné par Dick Hawkey, il commence à jouer au squash pour Cambridge et le Hampstead Club. En 1968, il est sélectionné par l'Écosse et joue 59 fois pour son pays. Il participe aux British Open de 1970 à 1979.
Un blog de John Winn sur Cricket Heritage le décrit comme suit :
« Un joueur de squash exceptionnel qui, après l'école de Sedbergh, est allé à Cambridge où il a obtenu une médaille bleue pour le squash, a joué un niveau décent au cricket, un capitaine habile, un spin bowler et un batteur superbe avec une défense impeccable et une série de coups d'attaque passionnants" - des qualités qui velent d'être sélectionné pour Surrey II et qui auraient dû, selon certains, lui valoir une médaille bleue. Il est capitaine du premier XV à Sedbergh, une équipe qui comprenait Alastair Biggar et John Spencer, et bien sûr l'équipe de cricket pour laquelle Wisden a montré qu'il était exceptionnel à la fois à la batte et à la balle. Il est no 1 du squash écossais pendant près de dix ans jusqu'à ce qu'à 33 ans, il meure d'une crise cardiaque alors qu'il jouait un match de la Cumberland Cup en janvier 1980, laissant une femme et une jeune famille. »
Kim Bruce-Lockhart est enterré à Harrow on the Hill, à Londres.

## Palmarès

### Titres
- Championnats d’Écosse : 1973